# 渡邊洋
渡邊 洋（わたなべ ひろし、1937年1月2日- ）は、日本のフランス文学者・比較文学者。富山大学名誉教授。
仙台市生まれ。1965年東北大学文学部仏文科卒。67年同大学院修士課程修了、東北大学文学部助手、1968年岩手大学教養部講師、71年助教授、77年人文社会科学部教授、1987年富山大学人文学部教授。2001年定年退官、名誉教授。

## 著書
- 『比較文学研究入門』世界思想社 1997
- 『比較文学的読書のすすめ』世界思想社 2000

### 共著
- 『500語でできるフランス語会話 わずかな単語で自由に表現する法』藤田裕二共著 評論社 1982
- 『やさしいフランス語の手紙の書き方』藤田裕二、シルヴィ・ジレ共著 評論社 1986

### 翻訳
- アンリ・メゾングランド『カラー版世界の文豪叢書8 ヴェルレーヌ』評論社 1976
- フィリップ・ストラトフォード『信仰と文学 フランソワ・モーリャックとグレアム・グリーン』小幡光正共訳 白水社 1980
- N.P.ストールネクト,H.フレンツ共編『比較文学 方法と展望』小幡光正共訳 朝日出版社 1983
- ピエール・ブリュネル、クロード・ピショウ、アンドレ・ミシェル・ルソー『比較文学とは何か』白水出版センター 1986
- ピエール・ブリュネル,イヴ・シュヴレル編『比較文学概論』山本昭彦共訳 白水出版センター 1993

## 注
1. ↑  『現代日本人名録』